# Вырва (река)
Вы́рва (укр. Вирва) — река на Украине, протекает в Малинском и Радомышльском районах Житомирской области, левый приток Тетерева (бассейн Днепра). Длина — 33 километра. Площадь водосборного бассейна — 146 км².
Исток находится в полях южнее села Ходоры, далее река протекает через сёла Мирча, Фёдоровка, Вырва и Садки. У села Макалевичи впадает в реку Тетерев.
На Вырве сооружён ряд прудов.
Название происходит от укр. Вирва воронка, «промоина», дано из-за характера течения реки.